# Claudia Raia
Maria Claudia Motta Raia (Campinas, 23 de dezembro de 1966) é uma atriz, bailarina e produtora teatral brasileira. Reconhecida como "Rainha dos Musicais" pela sua contribuição com o teatro nacional, ela é recordista no Prêmio Bibi Ferreira. Célebre também por suas performances na televisão e no cinema desde o início da década de 1980, ela é ganhadora de vários prêmios, incluindo dois Prêmios APCA, um Troféu Imprensa e dois Prêmios Qualidade Brasil.
Raia iniciou sua carreira artística como bailarina profissional, estudando nos Estados Unidos e na Argentina. Sua estreia como atriz ocorreu na versão brasileira da peça A Chorus Line (1982) no papel de Sheila. No ano seguinte, fez sua estreia na televisão no programa humorístico Viva o Gordo, da TV Globo. No entanto, alcançou a fama ao atuar na novela de grande repercussão Roque Santeiro (1985), que lhe rendeu as vitórias nos Prêmio APCA e Troféu Imprensa como a revelação do ano. Sua primeira personagem popular foi a feirante Tancinha de Sassaricando (1987), que a elevou ao posto de protagonista.
Cláudia é considerada uma das atrizes mais versáteis do país, sendo reconhecida por seus tipos fortes na comédia e no drama. Foi reconhecida por seu desempenho dramático na minissérie Engraçadinha (1995). Ao longo de sua carreira, acumula quatro indicações ao tradicional Troféu Imprensa de Melhor Atriz, pela trambiqueira Maria Escandalosa em Deus nos Acuda (1992), a vilã Ângela Vidal em Torre de Babel (1998), a irreverente Donatella em A Favorita (2008) e a divertida Jaqueline em Ti Ti Ti (2010). Esteve em destaque também em Rainha da Sucata (1990), As Filhas da Mãe (2001), Belíssima (2005), Salve Jorge (2012), Alto Astral (2014), A Lei do Amor (2016), Verão 90 (2019) e Terra e Paixão (2023).
No cinema, recebeu o Troféu APCA de Melhor Atriz Coadjuvante pelo filme Boca de Ouro (1990) e se destacou por seu trabalho em Matou a Família e Foi ao Cinema (1991). Mas, parte de seu legado, é dado por sua contribuição ao teatro musical brasileiro. Ela é recordista no Prêmio Bibi Ferreira, que celebra o teatro nacional em sua premiação. Como atriz e produtora, montou a trilogia Não Fuja da Raia (1991), Nas Raias da Loucura (1993) e Caia na Raia (1996). Alcançou a aclamação da crítica pelas adaptações da Broadway em O Beijo da Mulher-Aranha (2000), Sweet Charity (2006), Cabaret (2011) e Crazy for You (2013). Em 2024, interpretou Tarsila do Amaral na superprodução Tarsila, a Brasileira.

## Início da vida

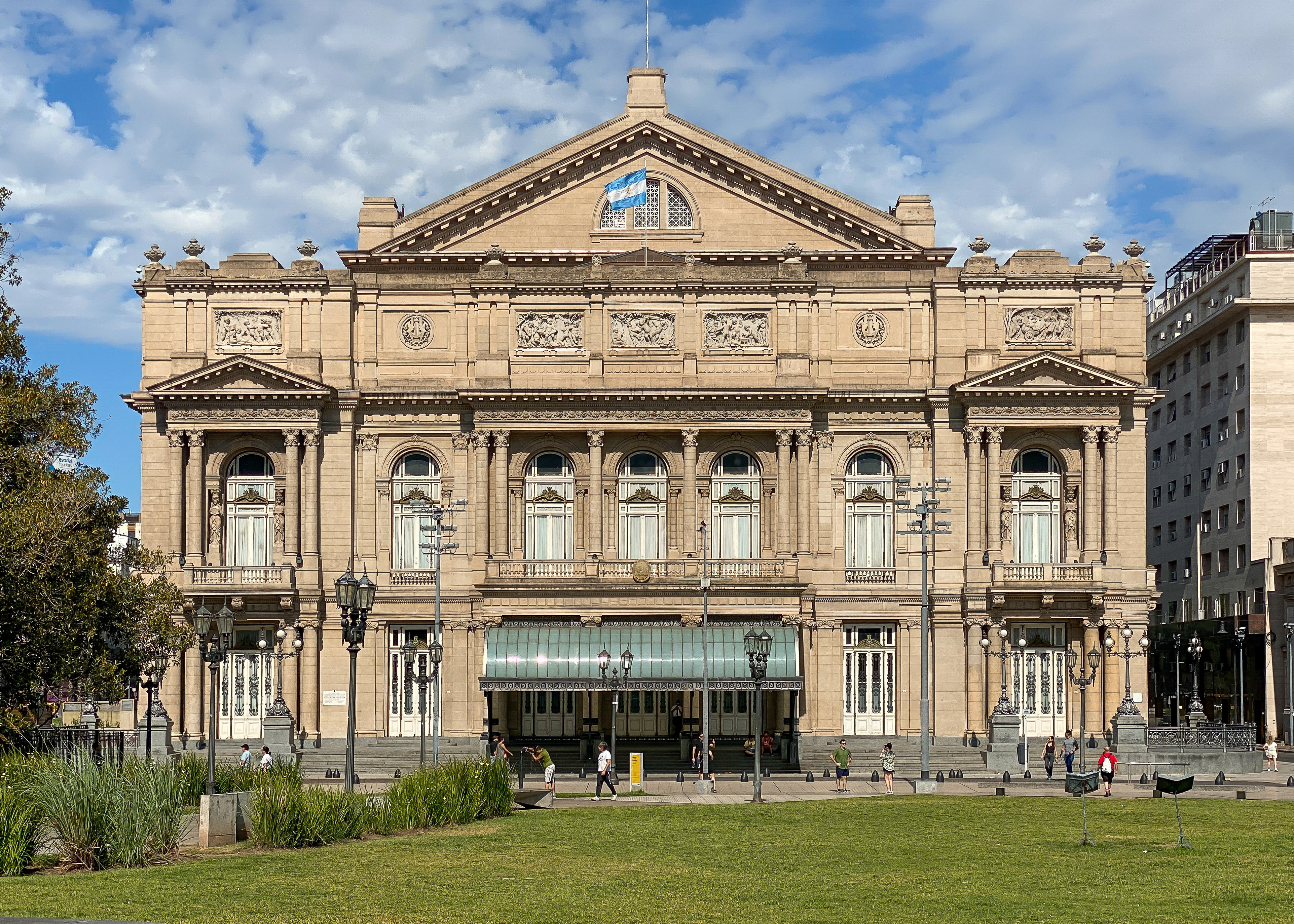
Raia fez parte do tradicional Teatro Colón, na Argentina, como bailarina.

Nascida em Campinas, interior do estado de São Paulo, em 23 de dezembro de 1966, Maria Claudia Motta Raia é oriunda de uma família com ascendência italianae portuguesa, da região de Trás-os-Montes e Alto Douro. É filha de Odete Motta Raia e Mário Raia. Desde a infância, Claudia se interessou pelo mundo artístico e da moda. Aos dez anos de idade, posou pela primeira vez como manequim do costureiro Clodovil Hernandes. Ela sempre aparentou ter maior idade em sua infância e adolescência. Aos onze anos fez um tratamento para controlar o excesso de crescimento; aos treze anos de idade já estava com 1,70 metro de altura, e isto a fazia se considerar "desengonçada".
Raia iniciou sua vida profissional como bailarina ainda muito jovem. No início de sua carreira, dançou profissionalmente nos Estados Unidos e na Argentina, onde foi admitida no Teatro Colón. Aos treze anos de idade, ganhou uma bolsa de estudos em Nova Iorque para estudar balé. A atriz permaneceu no país norte-americano por quatro anos e voltou ao Brasil para desenvolver sua carreira artística. Durante sua estada em Nova Iorque, morou na casa de um coreógrafo considerado "de confiança" por sua família. No entanto, após um mês e meio de convivência, sofreu uma tentativa de abuso sexual do coreógrafo.
Em entrevistas, Claudia contou que sua mãe sempre a ensinou a usar qualquer objeto próximo como defesa, jogando-o na cabeça de quem a ameaçasse ou tentasse agarrá-la. Após o incidente, Claudia fugiu chorando, sem um lugar para ir, até ser encontrada por sua professora de ballet moderno, que a recebeu em seu apartamento. Ela revelou que passou a dormir na banheira do local enquanto esperava que sua mãe chegasse para buscá-la.

## Carreira

### 1983–89: Primeiros trabalhos como atriz
Enquanto lutava para se estabelecer na carreira artística, Cláudia começou a realizar testes de elenco para grandes companhias de teatro e espetáculos. Ela então conquistou o papel de "Sheila" na versão brasileira do musical A Chorus Line, personagem que tinha 18 anos a mais que ela à época. O espetáculo, sobre dançarinos da Broadway que participam da seleção por um lugar na linha de coro de um novo musical, foi um sucesso de crítica e público e Raia despontou no papel de uma dançarina sexy já de idade mais avançada, que conta de sua infância infeliz.
Durante as apresentações de A Chorus Line, ela foi assistida pelo ator Jorge Dória, que se encantou por sua performance no palco e a indicou para Cecil Thiré, que na época dirigida o programa humorístico Viva o Gordo. Claudia foi convidada para integrar o elenco da atração estrelada por Jô Soares, marcando sua estreia na televisão. A atriz aparecia no papel de "Carola" na esquete "Vamos Malhar", contracenando com Jô. Permaneceu no show até 1985, quando então foi convidada para atuar em sua primeira novela, Roque Santeiro (1985), no papel da dançarina "Ninon". Embora o papel tenha sido coadjuvante, Cláudia logo caiu nas graças do público e da crítica, sendo eleita a revelação feminina do ano no prêmio da Associação Paulista de Críticos de Arte (APCA) e no tradicional Troféu Imprensa.
Em 1985, ela voltou a trabalhar com Cecil Thiré na direção quando atuou no espetáculo Gatão de Estimação, no teatro, sendo esse sua segunda peça profissional. No ano seguinte, retorna à televisão em uma participação especial na cômica novela Cambalacho, de Sílvio de Abreu, no papel de "Maria Antonieta", uma suposta milionária portenha contratada por "Rogério" (Cláudio Marzo) para enganar "Vanderlei" (Roberto Bonfim). Ainda em 1986, estrelou o especial Cida, a Gata Roqueira, um programa composto por apresentações musicais, onde interpreta "Cida", uma jovem maltratada pela madrasta e suas filhas que, com a ajuda da Fada Madrinha, tenta descobrir um jeito de entrar num concurso para virar cantora e conquistar um príncipe.

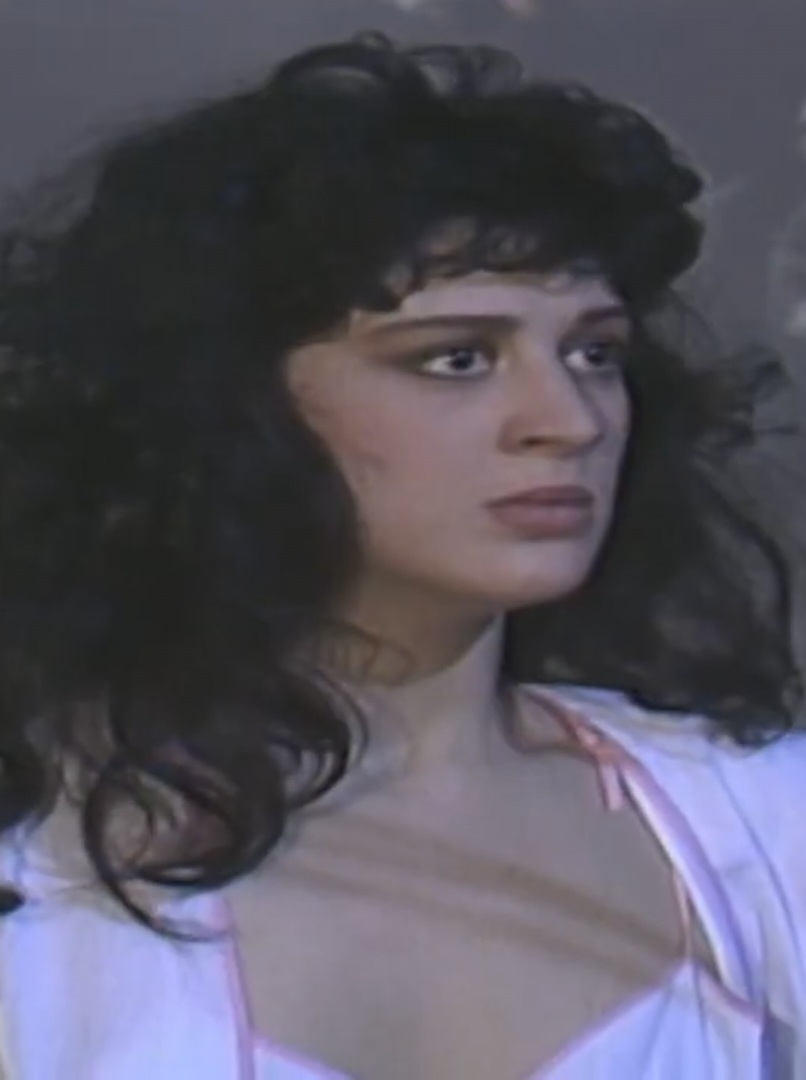
Claudia como "Tancinha" em Sassaricando (1987)

O ano de 1987 marcou seu sucesso como atriz na televisão. Em O Outro, novela de Aguinaldo Silva e Ricardo Linhares, deu vida à bela "Edwiges", fazendo par romântico com José de Abreu, onde interpretavam um casal que vivem brigando por conta do ciúmes dele. Mas foi no seu trabalho seguinte, a novela Sassaricando, mais uma de sua extensa parceria com o autor Sílvio de Abreu, que Claudia entrou para o rol de personagens icônicos da teledramaturgia como "Tancinha". Ela incorporou o sotaque ítalo-paulistano do bairro do Bixiga para interpretar a feirante "Tancinha", uma mulher cômica e exagerada que caiu no gosto popular e a tornou uma das protagonistas da trama, sendo lembrada até os dias de hoje.
Em 1988, graças ao sucesso de "Tancinha", foi convidada para integrar o elenco do programa humorístico TV Pirata, ao lado dos ícones do humor Débora Bloch, Diogo Vilela, Guilherme Karan, Louise Cardoso, Luiz Fernando Guimarães, Marco Nanini, Ney Latorraca, Cristina Pereira e Regina Casé. O programa satirizava a televisão brasileira, parodiando inúmeras produções da própria TV Globo, e ficou no ar até 1989. Em 1988 também atua no musical Splish Splash, com a direção de Wolf Maya. Em 1989 produz a peça A Pequena Loja de Horrores e faz sua estreia no cinema em Kuarup, de Ruy Guerra, viajando para a Amazônia para as gravações do drama que conta a história de um padre do Alto Xingu que posteriormente deixa o sacerdócio e se torna um indigenista que depois luta contra o regime militar implantado em 1964.

### 1990–99: Reconhecimento nacional
Em 1990, surge como apresentadora no programa musical Globo de Ouro e é escalada para o elenco da novela das oito Rainha da Sucata, escrita por Sílvio de Abreu. Na trama, fez um cômico par romântico com Antônio Fagundes no papel de "Adriana", filha da grande vilã "Laurinha" (Glória Menezes). Sua personagem é uma bailarina encantadora, mas um pouco desajeitada, fora de forma e divertida. Ansiosa e com dificuldades em encontrar sucesso na carreira que escolheu, está disposta a aceitar qualquer oportunidade para evitar voltar a morar com os pais. Seu maior sonho é brilhar nos palcos da Broadway, onde se imagina como a estrela perfeita. A personagem foi escrita pelo autor especialmente para Cláudia Raia e o mesmo a fez um pedido de que engordasse. Ela engordou 10kg para a interpretar "Adriana".
No ano de 1990, ainda, foi eleita Melhor Atriz Coadjuvante de Cinema no prêmio da Associação Paulista de Críticos de Arte (APCA) por sua atuação no filme de drama policial Boca de Ouro, de Walter Avancini, desempenhando o papel de "Guigui dos Anjos", uma mulher que desenrola a trama do filme contando tudo que sabe sobre a vida do criminoso "Boca de Ouro" (Tarcísio Meira) para um jornalista investigativo. No ano seguinte, atua no especial Escolinha do Professor Raimundo: 25 Anos de Trapalhões como "Dona Cacilda" e faz uma participação em um episódio da novela Vamp, onde aparece na trama como "Celeste", dona de um bar e um ex-caso amoroso do personagem "Jurandir" (Nuno Leal Maia).
Em 1991, iniciou-se a trilogia "Raia", começando com Não Fuja da Raia, escrito por Sílvio de Abreu e mais tarde, em 1996, adaptado para a televisão, onde Claudia interpretava uma vedete, adicionando elementos americanizados ao tradicional "teatro de revista" brasileiro. Os outros dois espetáculos da trilogia foram Nas Raias da Loucura (1993) e Caia na Raia (1996). Durante sete anos, Claudia se dedicou intensamente a essa paixão, lutando para que o teatro musical ganhasse espaço e se consolidasse nos palcos brasileiros. Para financiar seu sonho, ela chegou a vender seu carro e quase perdeu um apartamento devido às dívidas acumuladas, mas nunca considerou o custo como um obstáculo para alcançar seus objetivos.
Em 1992, interpreta outro tipo marcante em sua carreira, a "Maria Escandalosa" em Deus nos Acuda, outra novela de Sílvio de Abreu. Com o pai, interpretado por Jorge Dória, forma uma dupla de trambiqueiros carismáticos. No início da trama, eles conhecem a próxima vítima: o herdeiro "Ricardo" (Edson Celulari). Mas eles acabam se apaixonando e formando o casal de protagonistas da novela. Depois deste trabalho, passou um tempo longe das novelas dedicando-se ao teatro musical e trabalhos menores na televisão. Apareceu em participações especiais nos seriados Você Decide, Caso Especial e A Comédia da Vida Privada, e também no último capítulo da novela A Próxima Vítima (1995), como uma mulher que é misteriosamente assassinada na última cena.
Em 1995, Claudia protagonizou a minissérie Engraçadinha… Seus Amores e Seus Pecados, uma adaptação da obra de Nelson Rodrigues realizada por Leopoldo Serran e dirigida por Denise Saraceni. Ela recorda que foi um trabalho difícil, com um texto desafiador, pois a personagem que interpretava era uma evangélica que não sentia prazer e não tivera orgasmos por 20 anos. No ano seguinte, estreou a versão para televisão de seu musical Não Fuja da Raia (1996), escrito por Silvio de Abreu.

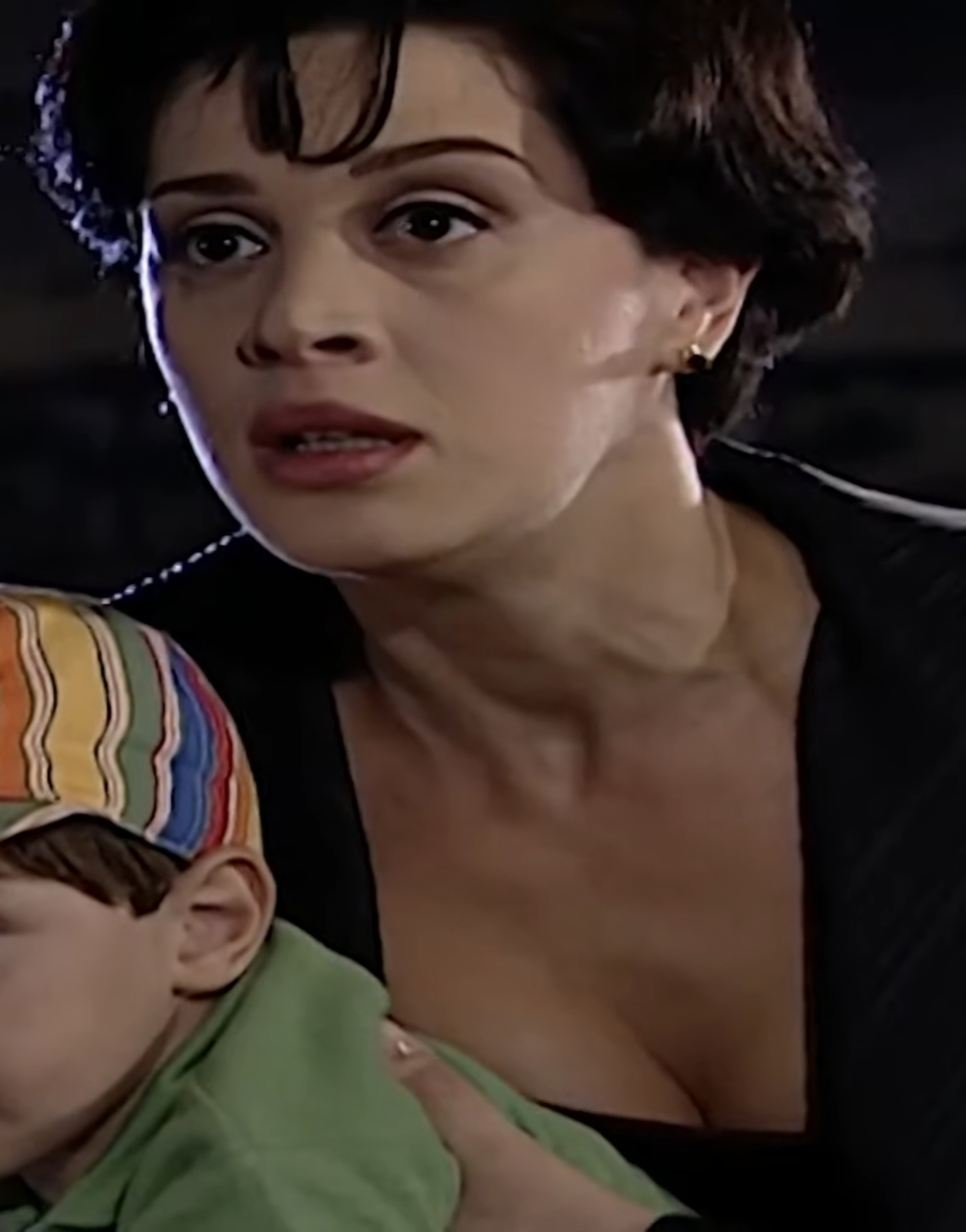
Em cena como a vilã "Ângela Vidal", em 1998.

Em 1998, volta às telenovelas no papel da grande vilã "Ângela Vidal" em Torre de Babel, de Sílvio de Abreu, que lhe rendeu a indicação de Melhor Atriz no Troféu Imprensa. Sua personagem é uma mulher ambiciosa e trabalha como executiva na empresa do núcleo central da novela. Ela esconde um amor doentio por seu amigo "Henrique" (Edson Celulari), que a leva a cometer as maiores atrocidades da novela. Em 1999, participa da peça de humor 5X Comédia e entra para o elenco da novela Terra Nostra, de Benedito Ruy Barbosa, que aborda a imigração italiana no Brasil. Sua personagem é "Hortência", uma espanhola que trabalha com sua mãe "Dolores" (Lolita Rodrigues), administrando uma pensão.

### 2000–09: Sucesso da crítica
Em 2000, O Beijo da Mulher Aranha estreou sua versão nos palcos do Brasil, resultado de uma viagem que Claudia fez à Broadway em 1989 com seu amigo Miguel Falabella. Durante a visita, ambos assistiram ao musical e ficaram tão fascinados que, ao longo de 10 anos, mantiveram o desejo de finalmente trazê-lo para o Brasil. Raia interpretou o papel de principal da "Mulher-Aranha". Silvio de Abreu, junto com Bosco Brasil e Alcides Nogueira, escreveu para ela um papel inusitado: a transexual "Ramona" na novela As Filhas da Mãe (2001). Ela se surpreendeu com o sucesso do personagem, considerando o contexto de um país machista e conservador. Ela fez par com Alexandre Borges, com quem sempre foi escalada. As crianças acompanhavam a trama e diziam: "Ramona, você tem que ficar com o Leonardo! Estamos torcendo por você." A novela foi um sucesso notável e ousado para o início dos anos 2000 no Brasil.
Claudia fez participações especiais na série de comédia Os Normais, estrelada por Fernanda Torres e Luis Fernando Guimarães, aparecendo nos episódios "Brigar é Normal" (2001), "Ter Filhos é Normal" (2002) e "O Grande Segredo de Rui e Vani" (2003). Interpretou a excêntrica vampira "Mina" em O Beijo do Vampiro, em 2002, sendo uma das vilãs da trama. "Mina", que era uma renomada atriz parisiense do século XIX, foi seduzida e transformada em vampira por "Bóris" (Tarcísio Meira). Ela se entregou ao charme dele, tornando-se sua companheira e cúmplice por mais de um século.

Em 2003, aparece como a cruel Rainha Madrasta no filme infantil Xuxa Abracadabra, de Moacyr Góes. Interpretou "Medéia" no episódio "O Circo" do seriado infantil Sítio do Picapau Amarelo e apareceu como ela mesma em uma participação especial na novela Celebridade, de Gilberto Braga, que contava com aparições de celebridades recorrente.

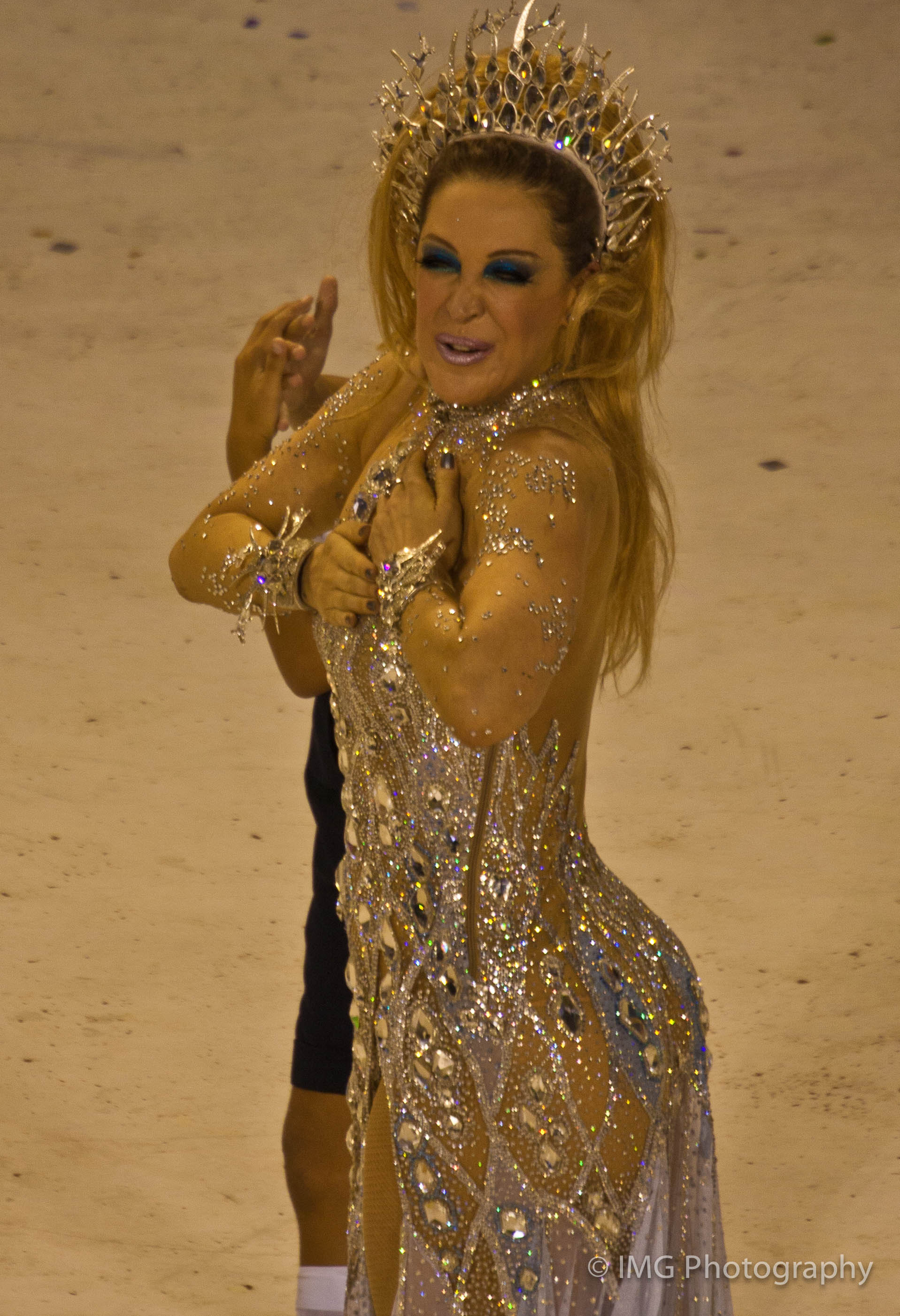
Cláudia durante desfile de escola de samba.

A atriz foi reconhecida como Melhor Atriz Coadjuvante pelo Prêmio Contigo! de TV e pelo Prêmio Qualidade Brasil por sua personagem "Safira" na novela Belíssima, de 2005, outra de Sílvio de Abreu. Sua personagem, uma mulher fogosa e que não teve sorte em seus cinco casamentos, caiu no gosto popular e fazia par com Reynaldo Gianecchini, que interpretava um mecânico grosseirão. Em 2006, foi novamente aclamada por sua atuação na superprodução musical Sweet Charity, versão brasileira de um clássico da Broadway escrito por Neil Simon, que a trouxe no papel principal de "Charity", uma dançarina de cabaré que sempre acaba se aproximando do homem errado. Interpretou "Brenda Karla" em uma participação especial na série de comédia Minha Nada Mole Vida (2006) durante o episódio "Cuidado, Isso Mancha!", voltando a contracenar ao lado de Luiz Fernando Guimarães.
Em 2007, foi escalada para ser a antagonista da novela Sete Pecados, de Walcyr Carrasco, exibida no horário das sete. A trama explorava os sete pecados capitais e sua personagem, "Ágatha", é a principal representante da inveja. Ela é uma mulher misteriosa e líder de uma sociedade secreta e que quer botar as mãos na fortuna de "Beatriz" (Priscila Fantin), aproximando-se com segundas intenções. No entanto, os rumos de sua personagem não a agradaram. Alguns rumores circulavam sobre a insatisfação da atriz com o desenvolvimento de sua personagem e o uso excessivo de improvisos, o que teria desagradado Walcyr Carrasco. Para amenizar esses rumores, foi organizada uma homenagem à atriz no último dia de gravação. Em seu livro Sempre Raia um Novo Dia, Claudia descreveu a novela como problemática, com erros de escalação, personagens confusos e constantes alterações de roteiro que dificultavam decorar as falas. Ela mencionou que Carrasco reconheceu esses problemas e decidiu "explodir" sua personagem de forma dramática. A saída da personagem "Ágatha" foi marcada por uma explosão ao abrir uma caixa endereçada à outra personagem, "Clarice" (Giovanna Antonelli), iniciando um novo mistério na trama.

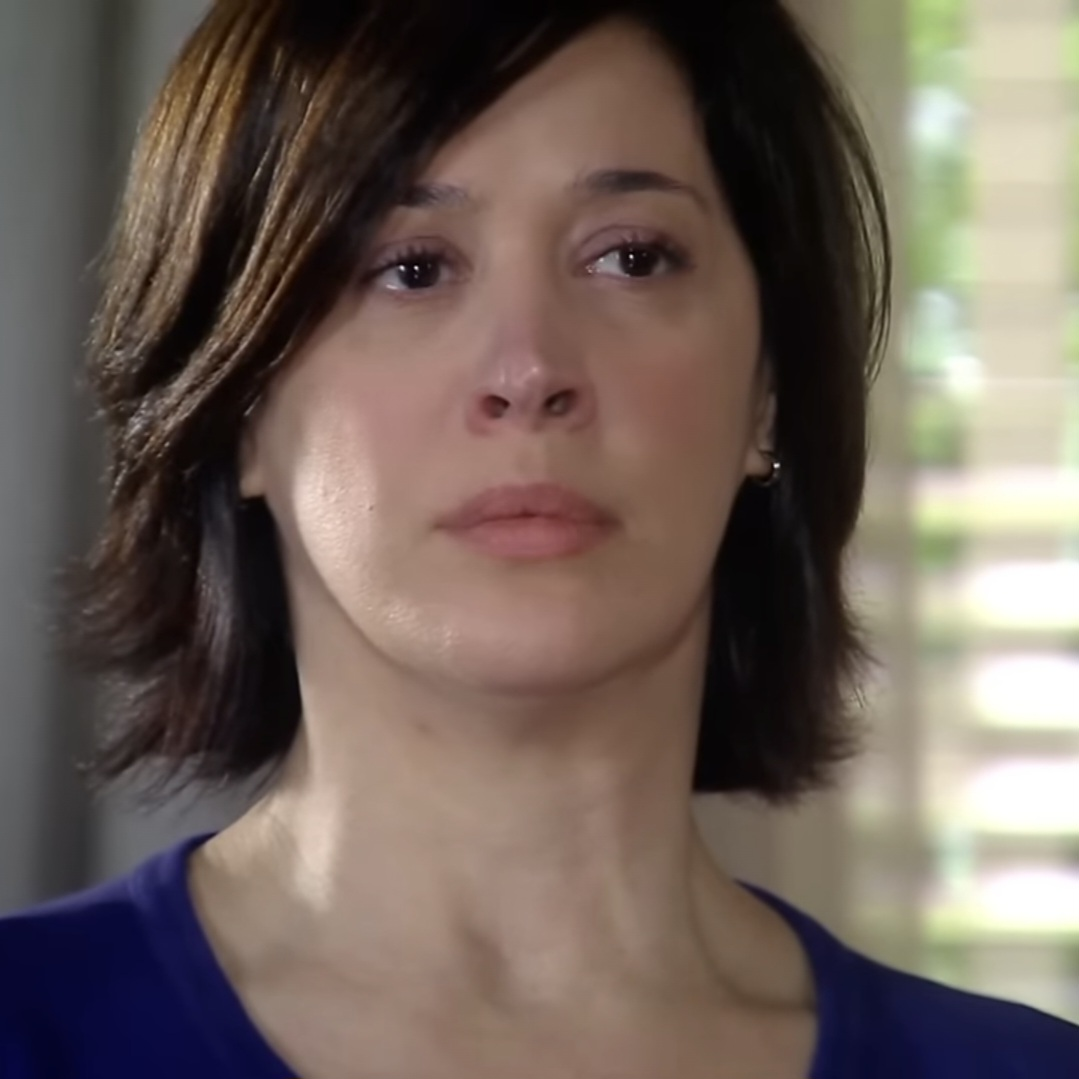
Raia como "Donatella" em A Favorita (2008).

Em 2008, faz um de seus trabalhos mais importantes protagonizando a novela A Favorita, escrita por João Emanuel Carneiro, ao lado de Patrícia Pillar. A trama, repleta de mistério, gira em torno de duas mulheres que apresentam versões conflitantes sobre um crime, deixando o público em dúvida sobre a verdadeira vilã. Sua personagem, "Donatela", é a esposa de "Marcelo", o qual é assassinado em circunstâncias complexas. "Donatela", utilizando os melhores advogados, incrimina sua rival "Flora", interpretada por Pillar, e a mantém presa por dezoito anos. Durante seu casamento, "Donatela" também sofre com o desaparecimento de seu filho pequeno, "Mateus". Flora acusa ela de ter matado "Marcelo". No passado, "Donatela" foi acolhida pela família de "Flora" e formou um forte vínculo com "Seu Pedro". As duas, que eram amigas de infância e formaram a dupla sertaneja de sucesso 'Faísca e Espoleta', passam por uma série de reviravoltas. Após a morte de seu marido e a prisão de "Flora", "Donatela" decide criar "Lara", filha de "Flora", que todos acreditam ser filha de "Marcelo".

### 2010–19:Ti Ti Ti,Salve JorgeeVerão 90

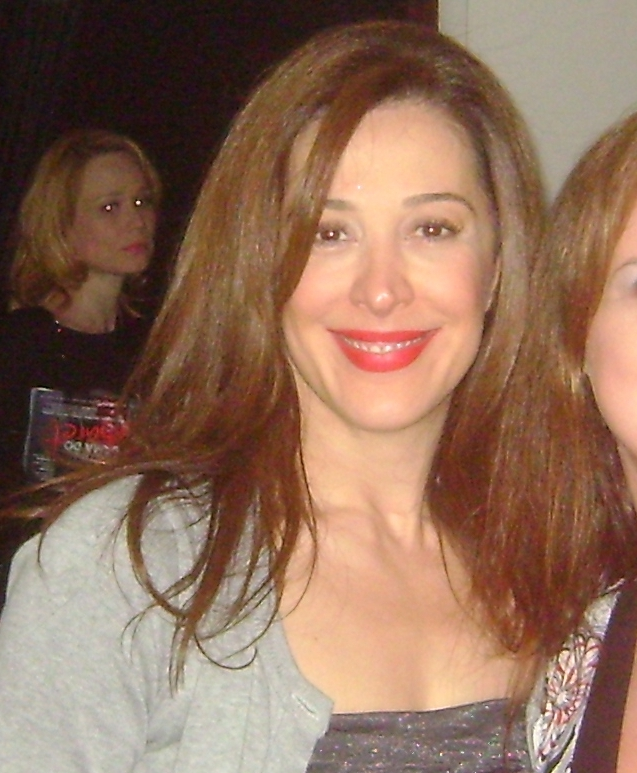
Claudia em evento, 2010.

Em 2010, é elogiada por seu trabalho em Ti Ti Ti, encarnando a divertida personagem  "Jaqueline Maldonado", pela qual foi indicada ao Troféu Imprensa e venceu o Melhores do Ano e Prêmio Contigo! de TV de Melhor Atriz. Ela é uma figura intensa, trágica e cômica, com um estilo extravagante, porém sempre apropriado. Seu humor é imprevisível e ela encara a vida com um sutil deboche. Ao conhecer "Jacques Leclair" (Alexandre Borges), apaixona-se por ele, separa-se do marido e o auxilia a transformar sua marca em uma grife. Ela insiste que André se case com ela, mas ele continua a evitar o compromisso.
Em 2011, aparece como ela mesma em uma participação especial na novela Passione, de Sílvio de Abreu, e volta aos palcos atuando e produzindo o musical Cabaret. Nesta, que é segunda versão da peça no Brasil, interpreta a protagonista "Sally Bowles". Ambientado em 1931, durante a ascensão do poder nazista, Cabaret centra-se na vida noturna do Kit Kat Klub e explora a relação entre "Sally Bowles", uma cantora britânica, e "Cliff Bradshaw", um jovem escritor norte-americano. Cláudia viajou por várias cidades com o espetáculo e foi aclamada pela crítica, vencendo o Prêmio Cenym, e sendo indicada ao Prêmio Bibi Ferreira.

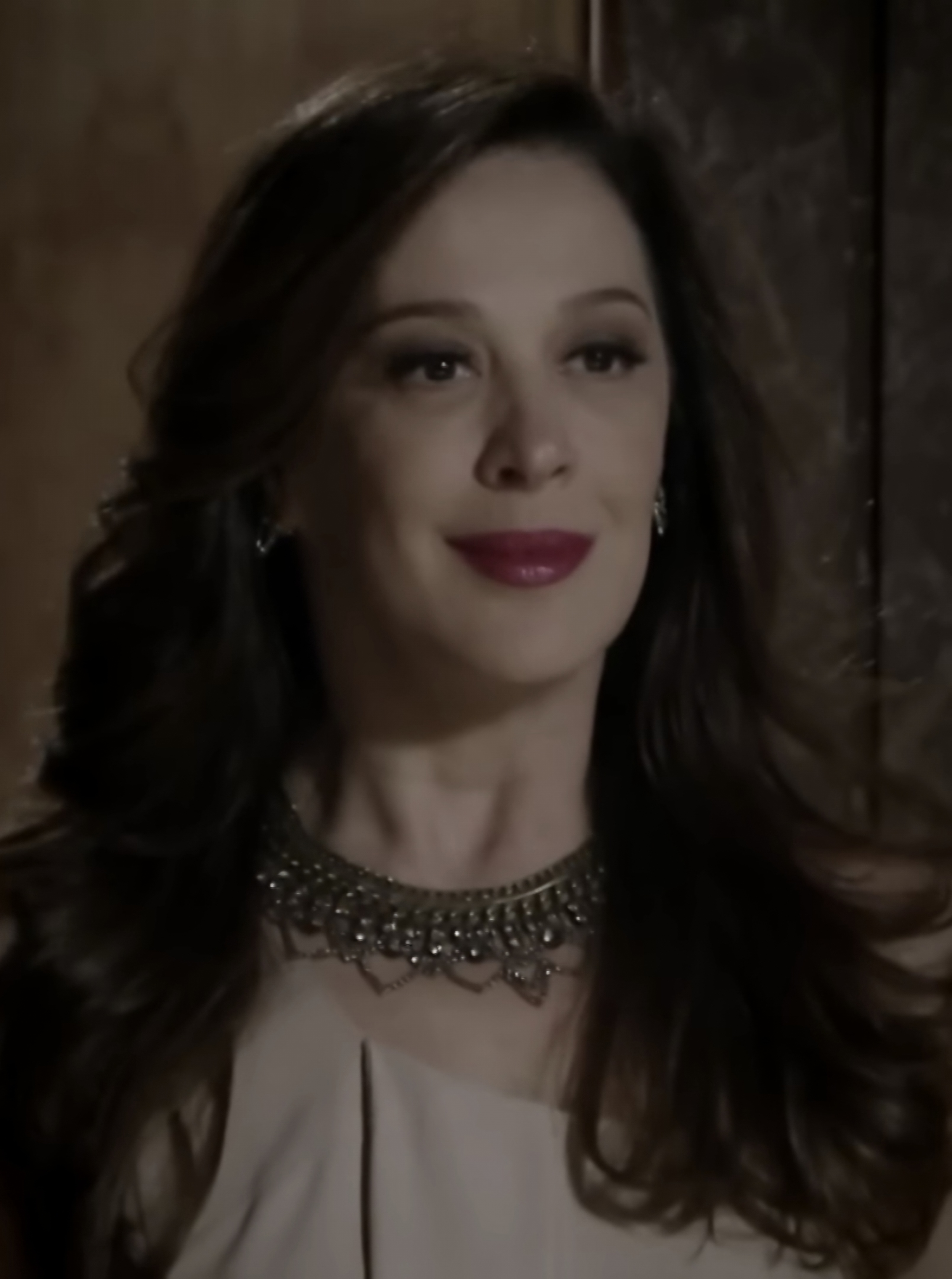
Em cena na novela Salve Jorge, em 2012.

Em 2012, interpreta a grande vilã da novela das nove Salve Jorge, de Glória Perez, como "Lívia Marine". A trama tinha como enredo principal o tráfico humano. Sua personagem é uma mulher sofisticada e inteligente, com uma aparência que transmite confiança e isenção de qualquer suspeita. Se apresenta como uma agenciadora de talentos artísticos com conexões no mundo da moda e do show business, o que a leva a passar longas temporadas fora do Brasil. No entanto, na verdade, ela atua como intermediária no tráfico de pessoas.
Em 2014, Claudia novamente ganhou o carisma do público no papel da cômica "Samanta Santana" na novela Alto Astral, de Daniel Ortiz. Ela é conhecida como "Samanta Paranormal" por alegar ter poderes mediúnicos e extrassensoriais. No entanto, na realidade, é uma golpista que busca tirar vantagem de suas supostas habilidades. Exuberante, extravagante, vaidosa e convencida, "Samanta" adora a fama e o prestígio, mas é extremamente atrapalhada e frequentemente se envolve em confusões. Ela foi namorada de "Caíque" (Sérgio Guizé) e não aceita o término do relacionamento, perseguindo-o constantemente e fazendo de tudo para chamar sua atenção. Entre 2015 e 2018, produziu o espetáculo Chaplin - O Musical.
Em 2015, atua no filme de drama O Duelo, de Marcos Jorge, e leva para o teatro o musical Raia 30, comemorando seus 30 anos de carreira, onde atua em vários personagens e produz. No mesmo ano, Claudia fez uma participação especial em Babilônia, novela de Gilberto Braga, interpretando ela mesma, e no ano seguinte também interpreta ela em Haja Coração, reboot da novela em que ela foi protagonista, Sassaricando, de 1987, contracenando com a nova versão de "Tancinha", interpretada por Mariana Ximenes. Em 2016, esteve no elenco da novela A Lei do Amor, escrita por Maria Adelaide Amaral e exibida no horário nobre. Interpreta "Salete", uma figura popular na cidade onde se ambienta a trama e é dona de um posto de gasolina. Mulher independente e alto astral, ela sustenta a família e concorre à prefeitura da cidade.
Em 2017, interpreta fez uma participação no seriado A Fórmula, estrelado por Drica Moraes e Fábio Assunção. Sua personagem é uma antiga rival da cientista "Angélica" (Drica Moraes), que reaparece como uma magnata da indústria da estética e reacende a rivalidade das duas. Em 2019, interpreta "Lidiane" na novela Verão 90. Sua personagem é a mãe da protagonista "Manu" (Isabelle Drummond) e é ex-atriz de pornochanchadas, conhecida como "Lidi Pantera". Exuberante, espalhafatosa e frequentemente sem noção, foi uma grande apoiadora da filha durante o período da "Patotinha Mágica". Sonhando em ver "Manu" brilhar novamente na carreira artística, está disposta a fazer qualquer coisa para promovê-la.

### 2020–presente:Tarsila, a Brasileirae projetos recentes
Em 2021, Claudia dublou a personagem "Signora Mastroianni " no filme de animação norte-americano Luca, produzido pela Disney, trabalhando ao lado de sua filha, Sophia. Em 2022, volta ao posto de apresentadora no programa Decora, exibido pelo GNT, que apresenta reformas de casas. Em 2023, foi convidada pelo autor Walcyr Carrasco para fazer uma participação especial na novela Terra e Paixão interpretando "Emmy". Sua personagem é uma trambiqueira de marca maior e entra na trama como mãe do igualmente golpista italiano "Luigi" (Rainer Cadete). No mesmo ano, aparece no episódio "Feito de Açúcar" da série de comédia No Corre, do Multishow, interpretando "Claudinha".
Em 2024, inicia uma grande empreitada no teatro musical, consolidando-se como o maior nome do gênero no país, com a peça Tarsila, a Brasileira. Claudia dá vida a uma das maiores pintoras do país, Tarsila do Amaral, neste musical. A peça tem como foco a volta da artista para São Paulo, em 1922, ocasião em que se reúne com os modernistas, e também narra sua separação de Oswald de Andrade, que no espetáculo é vivido por Jarbas Homem de Mello, sua prisão na ditadura de Getúlio Vargas e outros acontecimentos marcantes. A peça é uma superprodução que marca o retorno da atriz aos palcos depois da maternidade e fez um enorme sucesso. Conforme informações de sua assessoria, os custos por mês da peça gira em torno de R$ 500 mil.

## Vida pessoal

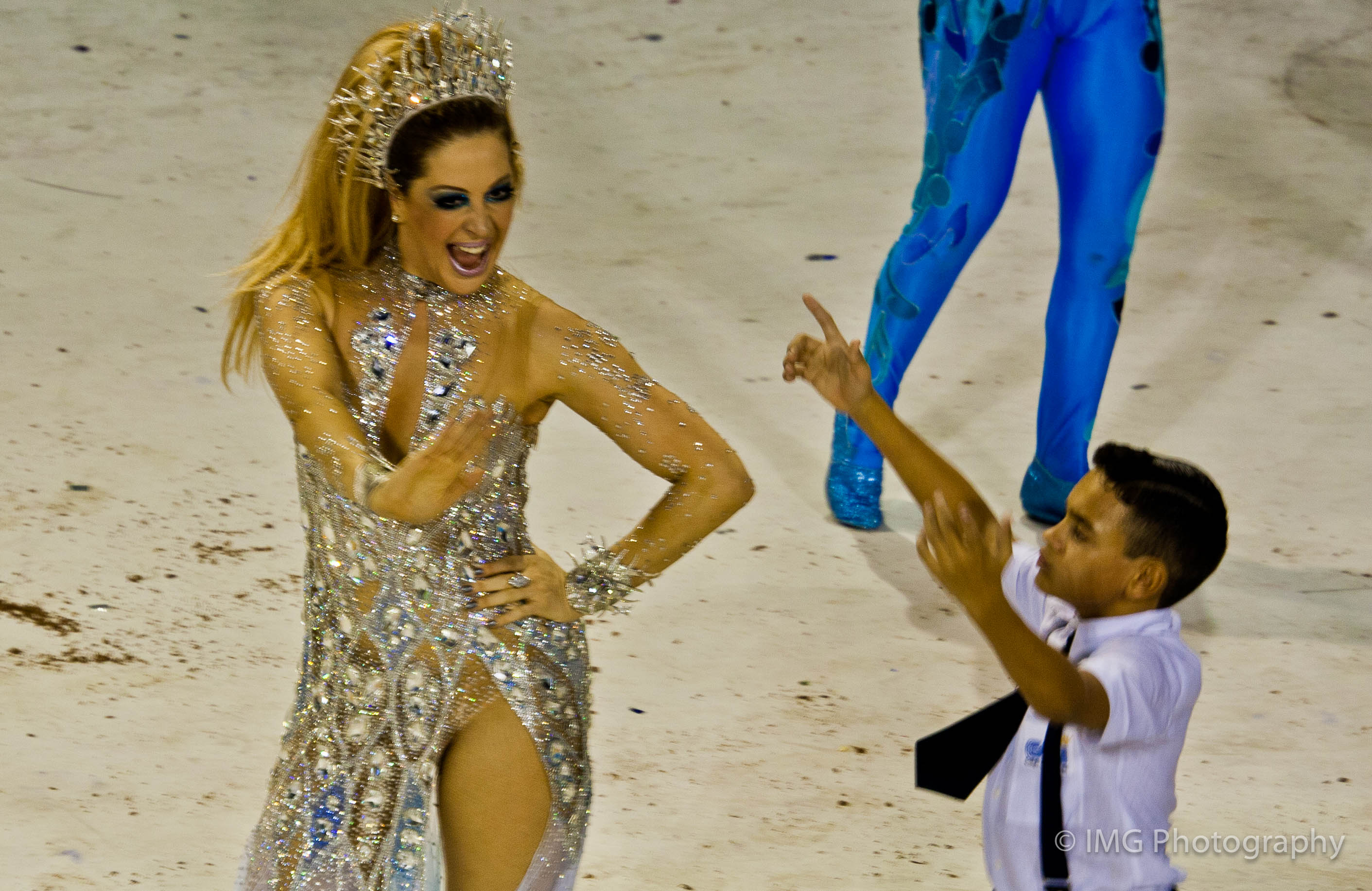
Claudia no desfile da escola de samba Beija-Flor, em 2011.

De 1984 a 1986 foi namorada do humorista e apresentador Jô Soares. Em 1986 começou a namorar o ator Alexandre Frota, com quem se casou em 15 de dezembro do mesmo ano na igreja da Candelária, no Rio de Janeiro. O casal se divorciou em 1989. De 1989 a 1990 namorou o ator Raul Gazolla e entre 1991 a 1992 o apresentador Fausto Silva.
Em 1992 começou a namorar o ator Edson Celulari, com quem contracenava na telenovela Deus Nos Acuda, casando-se em 1993. Em 1994 decidiram realizar a festa de casamento religioso, e reafirmaram os votos de casamento em uma cerimônia budista, no templo que frequentavam. O casal teve dois filhos: Enzo, nascido em 1997, e Sophia nascida em 2003. Após dezessete anos de casamento se divorciaram em julho de 2010.
Em 2012 começou a namorar o ator Jarbas Homem de Mello. Com alguns meses de namoro foram viver juntos em seu apartamento em São Paulo. Em setembro do mesmo ano fizeram votos de união estável, também em uma cerimônia budista. Casaram-se no civil em dezembro de 2018, em São Paulo. Em setembro de 2022, revelou estar grávida de seu terceiro filho, aos 55 anos. Em 11 de fevereiro de 2023, Claudia deu à luz a seu 3º filho, Luca.

### Controvérsia
Em 2024, Claudia Raia, Tatá Werneck e outras famosas divulgaram o perfil de uma empresa que oferecia facilidades para conseguir o Auxílio maternidade no caso conhecido como "o golpe do salário-maternidade". Quem contratava o serviço deveria pagar 30% do valor recebido à empresa. O INSS alertou não utilizar intermediários para concessão de salário-maternidade, nem cobrar multas ou valores adiantados para liberar o benefício.

## Teatro

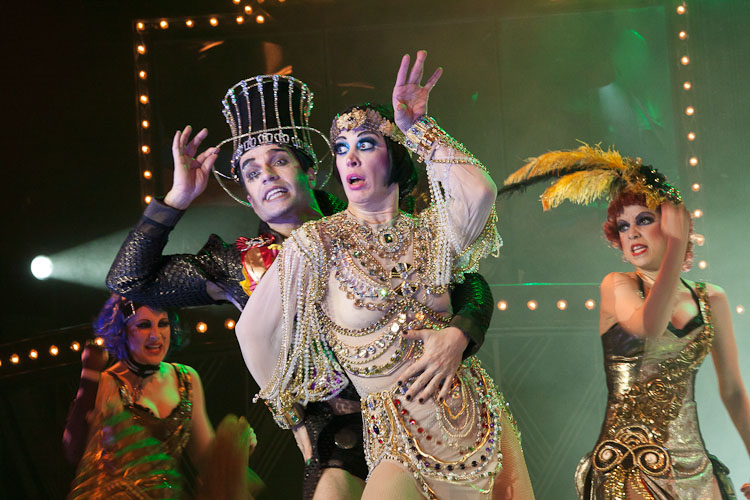
Em cena no musical Cabaret.

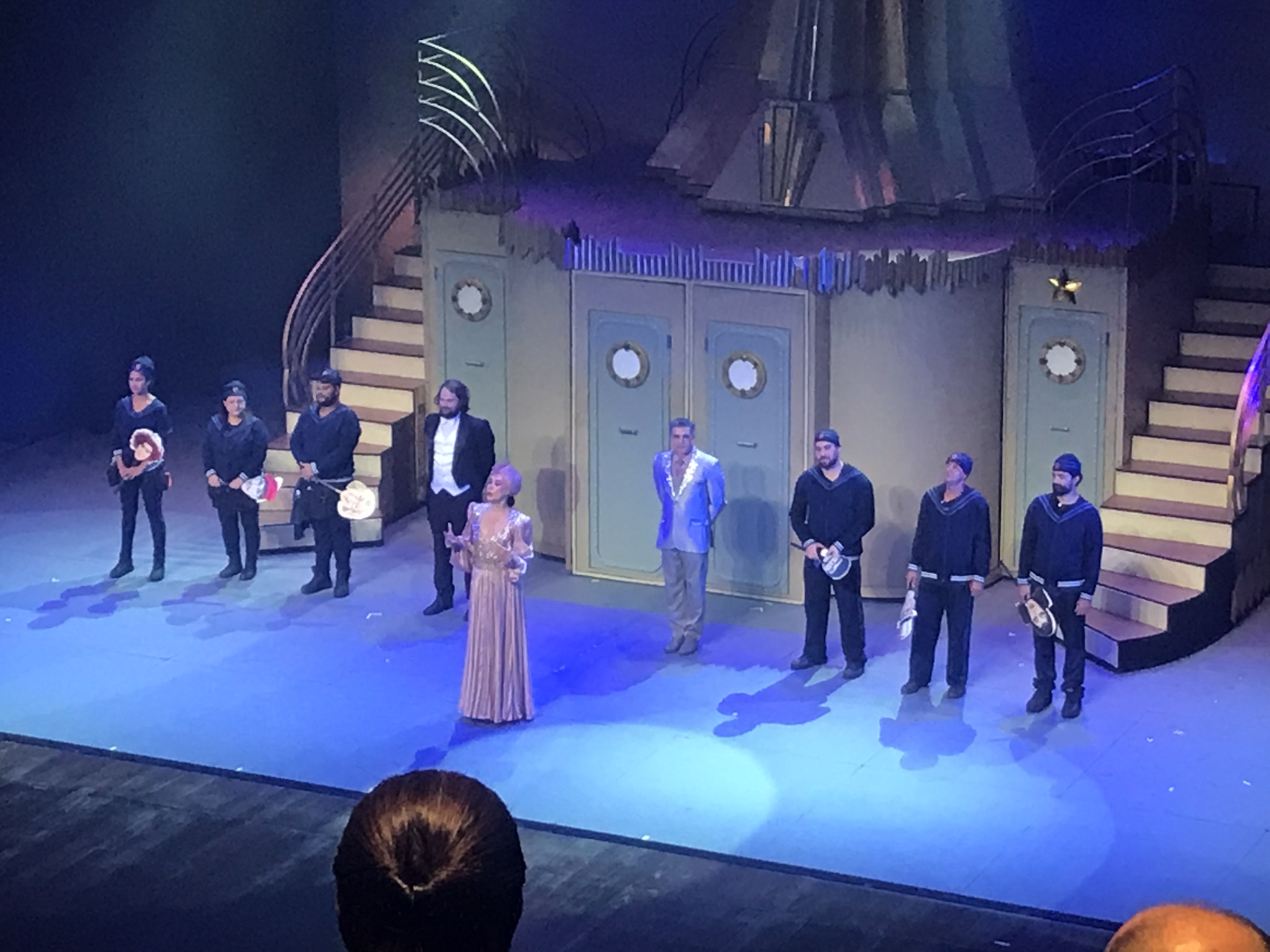
Junto com Jarbas Homem de Mello em Conserto para Dois, o Musical.

| Ano             | Espetáculo                            | Papel                          | Função                                |
| --------------- | ------------------------------------- | ------------------------------ | ------------------------------------- |
| 1983            | Chorus Line                           | Sheila                         | Atriz                                 |
| 1985            | Gatão de Estimação                    | —                              |                                       |
| 1988            | Splish Splash                         | —                              |                                       |
| 1989            | A Pequena Loja de Horrores            | —                              | Produtora                             |
| 1991            | Não Fuja da Raia                      | Várias                         |                                       |
| 1993            | Nas Raias da Loucura                  | —                              |                                       |
| 1996            | Caia na Raia                          | —                              |                                       |
| 1999            | 5X Comédia                            | —                              |                                       |
| 2000            | O Beijo da Mulher-Aranha              | Mulher-Aranha                  |                                       |
| 2004            | Batalha de Arroz num Ringue para Dois | —                              |                                       |
| 2006–07         | Sweet Charity                         | Charity Valentine              |                                       |
| 2009–10         | Pernas Pro Ar                         | Helô                           |                                       |
| 2011–13         | Cabaret                               | Sally Bowles                   | Atriz e produtora                     |
| 2013–14         | Crazy for You                         | Polly Baker                    | Atriz e produtora                     |
| 2015–18         | Chaplin, O Musical                    | —                              | Produtora                             |
| 2015–16         | Raia 30                               | Ela Mesma / Várias personagens | Atriz e produtora                     |
| 2017            | Cantando na Chuva                     | Lina Lamont                    | Atriz e produtora                     |
| 2017            | Fala Sério, Gente!                    | —                              | Produtora                             |
| 2019–22         | Conserto para Dois                    | Vários personagens             | Atriz e produtora                     |
| 2024            | Tarsila, a Brasileira                 | Tarsila do Amaral              | Atriz e idealiza                      |
| 2025 - presente | Menopausa                             |                                | Atriz e produtora (tour por Portugal) |

## Filmografia

### Televisão
| Ano           | Título                                                 | Personagem                               | Nota                                       |
| ------------- | ------------------------------------------------------ | ---------------------------------------- | ------------------------------------------ |
| 1983–85       | Viva o Gordo                                           | Carola                                   | Quadro: "Vamos Malhar?"                    |
| 1985          | Roque Santeiro                                         | Ninon / Maria do Carmo                   |                                            |
| 1986          | Cambalacho                                             | Maria Antonietta Félix y Armendariz      | Participação                               |
| 1987          | O Outro                                                | Edwiges                                  |                                            |
| 1987          | Sassaricando                                           | Constância Gutierrez de Pádua (Tancinha) |                                            |
| 1988–89 1992  | TV Pirata                                              | Vários personagens                       |                                            |
| 1990          | Globo de Ouro                                          | Apresentadora                            |                                            |
| 1990          | Rainha da Sucata                                       | Adriana Figueroa (Adriana Ross)          |                                            |
| 1991          | Escolinha do Professor Raimundo: 25 Anos de Trapalhões | Dona Cacilda                             | Episódio: "27 de julho"                    |
| 1991          | Vamp                                                   | Celeste                                  | Episódio: "15 de agosto"                   |
| 1992          | Deus Nos Acuda                                         | Maria Rodrigues (Maria Escandalosa)      |                                            |
| 1993          | Você Decide                                            | Beatriz                                  | Episódio: "Você Toda Nua"                  |
| 1994          | Você Decide                                            | Ana Maria                                | Episódio: A Vida Não Acabou"               |
| 1994          | Caso Especial                                          | Inaura                                   | Episódio: "Lisbela e o Prisioneiro"        |
| 1995          | Você Decide                                            | Dessié Lamar                             | Episódio: "Não Se Pode Ter Tudo"           |
| 1995          | Engraçadinha: Seus Amores e Seus Pecados               | Engraçadinha Pereira de Almeida          |                                            |
| 1995          | A Próxima Vítima                                       | Vítima do casamento                      | Episódio: "3 de novembro"                  |
| 1995          | A Comédia da Vida Privada                              | Paola                                    | Episódio: "Menino ou menina"               |
| 1996          | Não Fuja da Raia                                       | Apresentadora                            |                                            |
| 1998          | Torre de Babel                                         | Ângela Vidal                             |                                            |
| 1999          | Sai de Baixo                                           | Petúnia Baleiro                          | Episódio: "Atracação Fatal"                |
| 1999          | Mulher                                                 | Marcela                                  | Episódio: "Mãe Menina"                     |
| 1999          | Você Decide                                            | Ana                                      | Episódio: "Meus Dois Fantasmas"            |
| 1999          | Terra Nostra                                           | Hortência Hernandez                      |                                            |
| 2001          | Os Normais                                             | Michelle                                 | Episódio: "Brigar é Normal"                |
| 2001          | Sai de Baixo                                           | Ela mesma                                | Episódio: "Uma Epopéia no Arouche"         |
| 2001          | As Filhas da Mãe                                       | Ramona Cavalcante / Ramón Cavalcante     |                                            |
| 2002          | O Beijo do Vampiro                                     | Mina D'Montmartre                        |                                            |
| 2002          | Os Normais                                             | Marcela Magrela                          | "Ter Filhos é Normal"                      |
| 2003          | Os Normais                                             | Zig                                      | Episódio: "O Grande Segredo de Rui e Vani" |
| 2003          | Sítio do Picapau Amarelo                               | Medéia                                   | Episódio: "O Circo"                        |
| 2003          | Celebridade                                            | Ela mesma                                | Episódio: "13 de outubro"                  |
| 2004          | Sitcom.br                                              | Beatriz                                  | Episódio: "A Volta"                        |
| 2005          | Mad Maria                                              | Teresa                                   |                                            |
| 2005          | Belíssima                                              | Safira Solomos Güney                     |                                            |
| 2006          | Minha Nada Mole Vida                                   | Brenda Karla                             | Episódio: "Cuidado, Isso Mancha!"          |
| 2007          | Sete Pecados                                           | Ágatha                                   |                                            |
| 2008          | A Favorita                                             | Donatela da Silva Pinto Fontini (Faísca) |                                            |
| 2010          | A Grande Família                                       | Vânia Lira                               | Episódio: "Não Fuja da Raia"               |
| 2010          | Ti Ti Ti                                               | Jaqueline Maldonado / Irmã Desgosto      |                                            |
| 2011          | Passione                                               | Ela mesma                                | Episódio: "10 de janeiro"                  |
| 2012          | Salve Jorge                                            | Lívia Marini                             |                                            |
| 2014          | Alto Astral                                            | Samantha Santana (Samantha Paranormal)   |                                            |
| 2015          | Babilônia                                              | Ela mesma                                | Episódios: "29–30 de junho"                |
| 2016          | Haja Coração                                           | Ela mesma                                | Episódios: "4–5 de agosto"                 |
| 2016          | A Lei do Amor                                          | Salete Meloni                            |                                            |
| 2017          | Tá no Ar: a TV na TV                                   | Ela mesma                                | Episódio: "14 de fevereiro"                |
| 2017          | A Fórmula                                              | Samira Alcântara                         |                                            |
| 2017–19       | Show dos Famosos                                       | Jurada                                   |                                            |
| 2019          | Verão 90                                               | Lidiane Andrade (Lidi Pantera)           |                                            |
| 2019          | Cultura, o Musical                                     | Jurada                                   |                                            |
| 2022          | Pacto Brutal - O Assassinato de Daniella Perez         | Ela mesma                                |                                            |
| 2022—presente | Decora                                                 | Apresentadora                            | Temporada: “Vida de Novela”                |
| 2023          | Terra e Paixão                                         | Emengarda San Marco (Emmy)               | Episódios: "24 de outubro–06 de novembro"  |
| 2023          | No Corre                                               | Claudinha                                | Episódio: "Feito de Açúcar"                |
| 2024          | Tributo                                                | Ela mesma                                | Episódio: "Ary Fontoura"                   |
| 2024          | Um Beijo do Gordo                                      | Ela mesma                                | Série documental                           |
| 2025          | Show 60 Anos                                           | Constância Gutierrez de Pádua (Tancinha) | Especial dos 60 Anos da Globo              |

### Cinema
| Ano  | Título                                     | Personagem                | Nota      |
| ---- | ------------------------------------------ | ------------------------- | --------- |
| 1986 | Cida, a Gata Roqueira                      | Cida                      | Telefilme |
| 1989 | Kuarup                                     | Sônia                     |           |
| 1990 | Boca de Ouro                               | Guigui dos Anjos          |           |
| 1991 | Matou a Família e Foi ao Cinema            | Márcia                    |           |
| 2001 | Os Anjinhos em Paris                       | Coco La Bouche            | Dublagem  |
| 2003 | Xuxa Abracadabra                           | Rainha Madrasta           |           |
| 2009 | Os Normais 2: A Noite Mais Maluca de Todas | Deborah                   |           |
| 2011 | Retrato Falhado                            | Kelly Cristina            |           |
| 2015 | O Duelo                                    | Carol                     |           |
| 2021 | Luca                                       | Signora Mastroianni (voz) | Dublagem  |

### Internet
| Ano  | Título  | Personagem   | Nota                       |
| ---- | ------- | ------------ | -------------------------- |
| 2022 | Novelei | Ângela Vidal | Episódio: "Torre de Babel" |

## Prêmios e indicações
| Ano  | Prêmio                                      | Categoria                                        | Indicação                       | Resultado |
| ---- | ------------------------------------------- | ------------------------------------------------ | ------------------------------- | --------- |
| 1986 | Troféu APCA                                 | Revelação Feminina                               | Roque Santeiro                  | Venceu    |
| 1986 | Troféu Imprensa                             | Revelação do Ano                                 | Roque Santeiro                  | Venceu    |
| 1991 | Troféu APCA                                 | Melhor Atriz Coadjuvante                         | Boca de Ouro                    | Venceu    |
| 1993 | Troféu Imprensa[carece de fontes?]          | Melhor Atriz                                     | Deus nos Acuda                  | Indicado  |
| 1999 | Troféu Imprensa[carece de fontes?]          | Melhor Atriz                                     | Torre de Babel                  | Indicado  |
| 2002 | Prêmio Contigo! de TV                       | Melhor Par Romântico                             | As Filhas da Mãe                | Indicado  |
| 2002 | Melhores do UOL e PopTevê                   | Melhor Atriz                                     | O Beijo do Vampiro              | Indicada  |
| 2002 | Prêmio Qualidade Brasil - SP                | Melhor Atriz Telenovela                          | O Beijo do Vampiro              | Indicada  |
| 2006 | Prêmio Contigo! de TV                       | Melhor Atriz Coadjuvante                         | Belíssima                       | Venceu    |
| 2006 | Prêmio Arte Qualidade Brasil                | Melhor Atriz Coadjuvante                         | Belíssima                       | Venceu    |
| 2006 | Prêmio Extra de Televisão                   | Melhor Atriz                                     | Belíssima                       | Indicado  |
| 2006 | Prêmio Qualidade Brasil - SP                | Melhor Atriz Teatral Musical                     | Sweet Charity                   | Venceu    |
| 2007 | Prêmio Mulheres Criativas                   | Melhor Atriz de Teatro                           | Sweet Charity                   | Venceu    |
| 2007 | Melhores do Ano - IG                        | Melhor Atriz                                     | Sete Pecados                    | Indicada  |
| 2008 | Prêmio Arte Qualidade Brasil                | Melhor Atriz                                     | A Favorita                      | Indicado  |
| 2008 | Melhores do Ano                             | Melhor Atriz                                     | A Favorita                      | Indicado  |
| 2008 | Prêmio Extra de Televisão                   | Melhor Atriz                                     | A Favorita                      | Indicado  |
| 2008 | Melhores do UOL e PopTevê                   | Melhor Atriz                                     | A Favorita                      | Indicada  |
| 2009 | Troféu Imprensa[carece de fontes?]          | Melhor Atriz                                     | A Favorita                      | Indicado  |
| 2009 | Prêmio Contigo! de TV                       | Melhor Atriz                                     | A Favorita                      | Indicado  |
| 2010 | Prêmio Contigo! de Cinema Nacional          | Melhor Atriz coadjuvante (júri popular)          | Os Normais 2                    | Venceu    |
| 2010 | Prêmio Contigo! de Cinema Nacional          | Melhor Atriz coadjuvante (júri oficial)          | Os Normais 2                    | Indicado  |
| 2010 | Prêmio Quem de Televisão                    | Melhor Atriz                                     | Ti Ti Ti                        | Indicado  |
| 2010 | Prêmio Melhores da Revista da TV O Globo    | Melhor Atriz                                     | Ti Ti Ti                        | Venceu    |
| 2010 | Troféu Samba de Primeira - Tamborim de Ouro | Televisão                                        | Ti Ti Ti                        | Venceu    |
| 2010 | Prêmio Extra de Televisão                   | Melhor Atriz                                     | Ti Ti Ti                        | Indicado  |
| 2010 | Prêmio Arte Qualidade Brasil                | Melhor Atriz                                     | Ti Ti Ti                        | Indicada  |
| 2010 | Melhores do Ano - MdeMulher                 | Melhor Atriz                                     | Ti Ti Ti                        | Indicada  |
| 2010 | Melhores do Ano IG                          | Melhor Atriz                                     | Ti Ti Ti                        | Indicada  |
| 2011 | Troféu Imprensa[carece de fontes?]          | Melhor Atriz                                     | Ti Ti Ti                        | Indicada  |
| 2011 | Melhores do Ano                             | Melhor Atriz                                     | Ti Ti Ti                        | Venceu    |
| 2011 | Prêmio Contigo! de TV                       | Melhor Atriz                                     | Ti Ti Ti                        | Venceu    |
| 2012 | Prêmio Aplauso Brasil                       | Melhor Atriz                                     | Cabaret - O Musical             | Indicado  |
| 2012 | Prêmio Cenym de Teatro                      | Melhor Atriz                                     | Cabaret - O Musical             | Venceu    |
| 2012 | Prêmio Cenym de Teatro                      | Melhor Elenco                                    | Cabaret - O Musical             | Indicada  |
| 2012 | Prêmio Cenym de Teatro                      | Melhor Canção Original ou Adaptada               | Cabaret - O Musical             | Venceu    |
| 2013 | Prêmio Bibi Ferreira                        | Melhor Atriz                                     | Cabaret - O Musical             | Indicado  |
| 2013 | Prêmio Quem de Televisão                    | Melhor Atriz                                     | Salve Jorge                     | Indicado  |
| 2013 | Melhores do UOL e PopTevê                   | Melhor Vilã(o)                                   | Salve Jorge                     | Indicada  |
| 2014 | Prêmio Arte Qualidade Brasil                | Melhor Atriz Teatral Musical                     | Crazy For You                   | Indicada  |
| 2014 | Prêmio Arte Qualidade Brasil                | Melhor Espetáculo Teatral Musical                | Crazy For You                   | Indicada  |
| 2014 | Prêmio Bibi Ferreira                        | Melhor Musical                                   | Crazy For You                   | Venceu    |
| 2014 | Prêmio Bibi Ferreira                        | Melhor Atriz                                     | Crazy For You                   | Indicada  |
| 2014 | Prêmio Cenym de Teatro                      | Melhor Musical                                   | Crazy For You                   | Indicada  |
| 2014 | Prêmio Quem de Teatro                       | Melhor Atriz de Teatro                           | Crazy For You                   | Indicada  |
| 2015 | Prêmio Contigo! de TV                       | Melhor Atriz                                     | Alto Astral                     | Indicado  |
| 2015 | Prêmio Extra de Televisão                   | Melhor Atriz Coadjuvante                         | Alto Astral                     | Indicado  |
| 2015 | Prêmio Quem de Teatro                       | Melhor Atriz de Teatro                           | Raia 30 - O Musical             | Indicado  |
| 2015 | Prêmio Arte Qualidade Brasil                | Melhor Atriz de Teatro Musical                   | Raia 30 - O Musical             | Indicada  |
| 2015 | Prêmio Arte Qualidade Brasil                | Melhor Espetáculo Teatral Musical                | Raia 30 - O Musical             | Indicada  |
| 2015 | Prêmio Arte Qualidade Brasil                | Melhor Espetáculo Teatral Musical                | Chaplin, O Musical              | Indicada  |
| 2015 | Prêmio Cenym de Teatro                      | Melhor Musical                                   | Chaplin, O Musical              | Venceu    |
| 2015 | Prêmio Bibi Ferreira                        | Melhor Musical                                   | Chaplin, O Musical              | Indicada  |
| 2015 | Prêmio Bibi Ferreira                        | Melhor Musical - Voto Popular                    | Chaplin, O Musical              | Indicada  |
| 2016 | Prêmio Aplauso Brasil de Teatro             | Melhor Espetáculo Musical                        | Chaplin, O Musical              | Indicada  |
| 2017 | Prêmio Musical Cast                         | Melhor Musical                                   | Cantando na Chuva               | Indicada  |
| 2017 | Prêmio Musical Cast                         | Melhor Produção                                  | Cantando na Chuva               | Indicada  |
| 2017 | Prêmio Destaque Imprensa Digital            | Destaque Atriz Coadjuvante                       | Cantando na Chuva               | Indicada  |
| 2017 | Prêmio Destaque Imprensa Digital            | Destaque Musical Estrangeiro (Versão Brasileira) | Cantando na Chuva               | Indicada  |
| 2017 | Broadway World Brazil Awards                | Melhor Atriz Coadjuvante (Musical)               | Cantando na Chuva               | Indicada  |
| 2017 | Prêmio Contigo! Online                      | Melhor Peça                                      | Cantando na Chuva               | Venceu    |
| 2017 | Prêmio Arte Qualidade Brasil                | Melhor Atriz                                     | Cantando na Chuva               | Indicada  |
| 2017 | Prêmio Arte Qualidade Brasil                | Melhor Espetáculo                                | Cantando na Chuva               | Indicada  |
| 2018 | Prêmio Reverência de Teatro Musical         | Melhor Atriz Coadjuvante                         | Cantando na Chuva               | Venceu    |
| 2018 | Prêmio Reverência de Teatro Musical         | Melhor Ensemble                                  | Cantando na Chuva               | Indicada  |
| 2018 | Prêmio Bibi Ferreira                        | Melhor Atriz Coadjuvante                         | Cantando na Chuva               | Venceu    |
| 2018 | Prêmio Bibi Ferreira                        | Melhor Musical                                   | Cantando na Chuva               | Venceu    |
| 2018 | Prêmio Bibi Ferreira                        | Melhor Musical – Voto Popular                    | Cantando na Chuva               | Indicada  |
| 2019 | Melhores do Ano                             | Personagem do Ano                                | Verão 90                        | Venceu    |
| 2019 | Prêmio F5 da Folha de S.Paulo               | Atriz de Novela                                  | Verão 90                        | Indicada  |
| 2019 | Prêmio Contigo! Online                      | Melhor Atriz Coadjuvante                         | Verão 90                        | Indicada  |
| 2019 | Prêmio Área VIP                             | Melhor Atriz                                     | Verão 90                        | Indicada  |
| 2022 | Prêmio Destaque Imprensa Digital            | Destaque Atriz                                   | Conserto para Dois – O Musical  | Indicada  |
| 2022 | Prêmio Destaque Imprensa Digital            | Destaque Musical Brasileiro                      | Conserto para Dois – O Musical  | Venceu    |
| 2022 | Prêmio Bibi Ferreira                        | Melhor Musical                                   | Conserto para Dois – O Musical  | Indicada  |
| 2022 | Prêmio Bibi Ferreira                        | Melhor Musical Brasileiro                        | Conserto para Dois – O Musical  | Venceu    |
| 2022 | Prêmio Bibi Ferreira                        | Melhor Atriz em Musicais                         | Conserto para Dois – O Musical  | Indicada  |
| 2022 | Prêmio Arcanjo de Cultura                   | Especial (com Jarbas Homem de Mello)             | Conserto para Dois – O Musical  | Indicada  |
| 2022 | Prêmio do Humor                             | Performance                                      | Conserto para Dois – O Musical  | Indicado  |
| 2022 | Prêmio do Humor                             | Espetáculo                                       | Conserto para Dois – O Musical  | Venceu    |
| 2022 | Prêmio Contigo!                             | Casal do Ano                                     | Cláudia e Jarbas Homem de Mello | Indicada  |
| 2024 | É Sobre Musicais                            | Melhor Atriz                                     | Tarsila, a Brasileira           | Venceu    |
| 2024 | Prêmio Bibi Ferreira                        | Melhor Atriz em Musicais                         | Tarsila, a Brasileira           | Indicada  |
| 2024 | Prêmio Bibi Ferreira                        | Melhor Musical Brasileiro                        | Tarsila, a Brasileira           | Indicada  |
| 2024 | Prêmio Destaque Imprensa Digital            | Destaque Atriz                                   | Tarsila, a Brasileira           | Indicada  |
| 2024 | Prêmio Destaque Imprensa Digital            | Destaque Musical Brasileiro                      | Tarsila, a Brasileira           | Indicada  |